# SS Celtic (1872)
SS Celtic později Amerika byl parník vybudovaný v loděnicích Harland & Wolff v Belfastu pro společnost White Star Line.
Celtic byl první ze dvou lodí White Star Line tohoto jména a první ze dvou nových lodí objednaných k úspěšným prvním čtyřem lodím třídy Oceanic. Druhý byl Adriatic. Celtic se měl původně jmenovat Arctic, ale kvůli tomu, že se potopil roku 1854 kolesový parník stejného jména společnosti American Collins Line, se vedení White Star Line rozhodlo ho přejmenovat na Celtic.
V roce 1880 se k posádce Celtiku jako 4. důstojník připojil mladý Edward J. Smith, pozdější uznávaný kapitán společnosti White Star Line a kapitán Titaniku.
Dne 19. května 1887 v 17:25 v husté mlze asi 560 km od východně od Sandy Hooku SS Celtic kolidoval s Britannikem, patřící také společnosti White Star Line. Celtic s 870 pasažéry se plavil do New Yorku, zatímco Britannic se 450 pasažéry se vracel do Liverpoolu. Lodě se srazily téměř v pravém úhlu. Celtic vnikl asi 3 m do zádi na levoboku Britanniku. Celtic se odrazil a srazil se ještě dvakrát, než sklouzl za záď Britaniku.
Při nehodě bylo na Britanniku usmrceno šest pasažérů třetí třídy a dalších šest spadlo přes palubu. Na Celtiku nedošlo k žádnému usmrcení pasažérů. Obě lodě byly poškozené, přičemž Britannic s velkou dírou v podpalubí dopadl hůře. V obavách, že se Britannic potopí, nastala mezi pasažéřy panika, během níž musel kapitán s pistolí v ruce umožnit nástup do záchranných člunů nejprve ženám a dětem. I přes výhrůžky se několika mužům podařilo dostat do člunů. Když byly všechny čluny s pasažéry spuštěny na vodu, zjistilo se, že poškození Britanniku není natolik závážné a tak čluny poblíž Britannicu byly vyzdviženy zpět na palubu, ostatní vyzdvihl Celtic. Obě lodě zůstaly přes noc u sebe a až ráno se připojily k lodím Wilson line Marengo a Inman Line British Queen. Všechny čtyři pomalu pluly do přístavu v New Yorku.
V roce 1893 byl Celtic prodán společnosti Thingvalla line. V roce 1898, kdy se Thingvalla sloučila s Scandinavian American Line, byl Celtic, přejmenovaný na Amerika a následovně sešrotován.